# Idris flavicornis
Idris flavicornis är en stekelart som beskrevs av Förster 1856. Enligt Catalogue of Life ingår Idris flavicornis i släktet Idris och familjen Scelionidae, men enligt Dyntaxa är tillhörigheten istället släktet Idris och familjen gallmyggesteklar. Arten är reproducerande i Sverige. Inga underarter finns listade i Catalogue of Life.